# マイケル・セイベル
マイケル・セイベル（Michael Seibel、1982年 - ）は、アメリカ合衆国の実業家で、Yコンビネータのマネージングディレクター。Justin.tvの共同創業者で元CEO。

## 来歴
ニューヨークブルックリン区で生まれた。9年間はブルックリンで過ごし、その後ニュージャージー州ミドルセックス郡イーストブランズウィックに移った。2000年、イースト・ブランズウィック高校を卒業後、コネチカット州ニューヘイブンに移った。2005年、イェール大学で政治学の学士号を取得した。
2007年、ジャスティン・カン、エメット・シア、カイル・ボークトらと共にライブストリーミング配信サイト・Justin.tvを設立。2011年まで同社CEOを務めた。
2011年、アンモン・バートラム、ギラメ・ルシサーノらと共にソーシャルビデオ共有アプリ・Socialcamを設立。Socialcamの設立から2012年までCEOを務めた。同年8月にSocialcamをオートデスクに対して6,000万米ドルで売却した。
2013年、Yコンビネータにパートタイムパートナーとして働き始めた。2014年にはYコンビネータに初のアフリカ系アメリカ人パートナーとして加わった。
2020年6月、Redditにて取締役退任を表明したアレクシス・オハニアンの後任として、同社取締役に任命された。
2020年12月、Dropboxの取締役に任命された。